# Каспійськ
Каспійськ (лакськ. Ккасппи, дарг., лезгин. і ав. Каспийск) — місто в Дагестані, Росія.
Місто розташоване на березі Каспійського моря та є супутником Махачкали.

## Історія
Будувався як поселення під назвою  Двигательстрой у 30-х роках ХХ ст.  Люди жили в очеретяних бараках і навіть у землянках. Лютували  малярійні комарі, і більше половини мешканців поселення хворіли на малярію.
У 1935 році сюди приїхав, щоб врятуватися від репресій Петро Миколайович Дерев'янко (1901-1967) учасник Визвольних змагань. Згодом він став директором школи № 2 м. Каспійська.

## Населення
Чисельність населення — 100 129 осіб (перепис 2010 року).
| Рік  | Населення |
| ---- | --------- |
| 1939 | 18,9      |
| 1959 | 25,2      |
| 1970 | 39,0      |
| 1989 | 60,1      |
| 2002 | 77,7      |
| 2010 | 100,1     |

### Національний склад
Національний склад (2010):
- лезгини — 21,4%
- даргінці — 20,7%
- аварці — 14,6%
- лакці — 14,3%
- кумики — 9,7%
- росіяни — 9,0%
- табасарани — 5,4%
- агули — 1,7%
- рутульці — 1,3%
- інші — 1,9

## Військово-морська база
В Каспійську розташована військово-морська база Каспійської флотилії Росії. На базі дислокуються:
- 414-й окремий гвардійський батальйон морської піхоти.
- 46-й окремий береговий ракетний дивізіон морської піхоти. До складу дивізіону входять дві ракетні батареї берегового ракетного комплексу «Бал», загальною чисельністю 4 пускові установки, що мають 32 протикорабельні ракети в залпі.